# جنيفر روبين
جنيفر روبين (بالإنجليزية: Jennifer Rubin)‏ هي صحفية وكاتبة العمود ومحامية أمريكية، ولدت في 11 يونيو 1962 في نيوجيرسي في الولايات المتحدة.